# アイアランド贋作事件

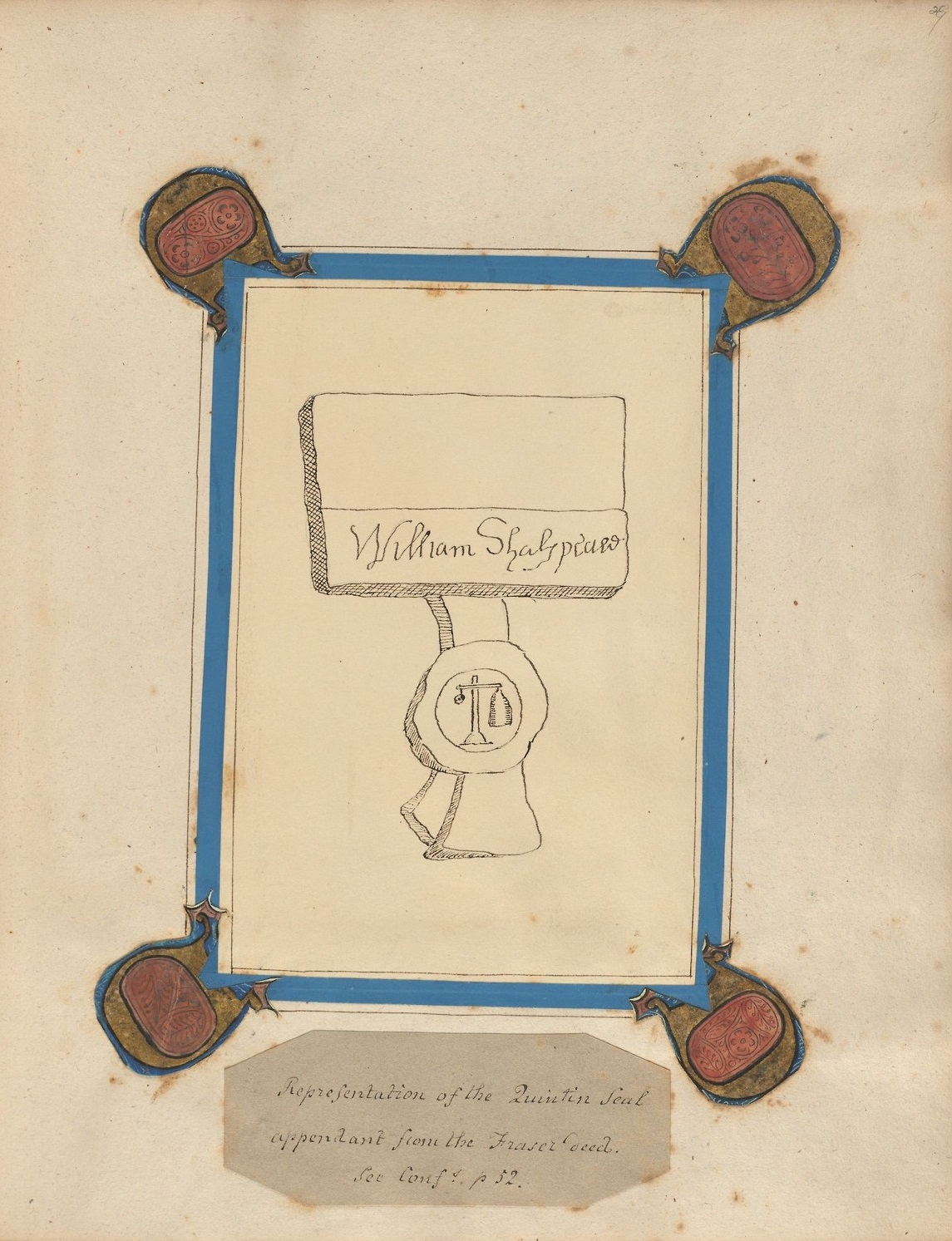
アイアランドによるシェイクスピアの署名の贋作物, およそ1795年

アイアランド贋作事件(英語: Ireland Shakespeare forgeries)は1790年代にロンドンで起こったウィリアム・シェイクスピアの贋作事件である。ウィリアム・ヘンリー・アイアランド により引き起こされた。

## 最初の贋作
ウィリアム・ヘンリーは製本屋で偶然知り合った人から、特殊なインクを使用し、それで書かれた紙を熱することで古い文書の出現を偽装する技術を学んだ。比較的重要度の低い2つの文書を試作した後、ウィリアム・ヘンリーはシェイクスピアの何らかの署名を編み出すことに着手した。彼の法律事務所での仕事は、エリザベス1世とジェームズ1世時代の羊皮紙証書類へアクセスする機会を与えた。そのため彼は1794年12月、この羊皮紙証書のうちの一部を切り取ったのち特殊なインクで書き込み、その紙をロウソクで熱することで贋造を行った。その結果として、一方ではシェイクスピアと同僚俳優ジョン・ヘミングズとの間の、他方ではミカエル・フレイザーとフレイザーの妻との間の担保証券を捏造した。彼はそのテキストや署名を、マローン版のシェイクスピア全集に印刷された1612年の本物の担保証券の複写からコピーした。若いアイアランドは古い証書から引き剥がした封印を偽物に貼り付け、12月16日にその偽造文書を父サミュエル・アイアランドに差し出した。サミュエルはそれを本物として受け取り、翌日紋章院にそれを持参すると、その偽造文書は本物として認められた。
ウィリアム・ヘンリーはどこでこの証書を発見したのかと聞かれると、Mr. Hと呼んでいる偶然知り合った匿名希望の人が所有していた古いトランクでこれを発見し、惜しげもなくくれたのだと答えた。若き発見者は、例のトランクにはまだ他の文書が眠っている可能性があることを示唆し、すぐにシェイクスピアからヘミングズへの約束手形で追い打ちをかけた。(もしこの文書が本物であったとしたらだが)この約束手形は18世紀のうちに見つかったこの種のものとしては唯一のものになるはずだった。

## さらなる贋作
ウィリアム・ヘンリーは次なる発見に関して、単なる贋作からオリジナル作品へと移行していった。ウィリアム・ヘンリーは、どうやら研究ではなく偶然出会った父親の友人の話からシェイクスピアのパトロンであった第3代サウサンプトン伯ヘンリー・リズリーについて学んでいたらしく、彼はシェイクスピアとリズリーの間で交わされた文通を偽造することに決め、もっともらしい手紙を書き上げた。ウィリアム・ヘンリーは、両方の手紙がどのように同一のコレクションになるのかを説明するため、シェイクスピアのものは彼が送った「写し」の手紙であると注釈を書いた。サミュエルと彼の友人は伯爵の筆跡は褒めなかったものの、その手紙の文体は賞賛した。伯爵の手書き文書が実在することを知らなかったウィリアム・ヘンリーは、サウサンプトン伯の返事を左手で書いた。
Mr.Hの所有する表向きには奇跡の櫃とされていたものから、文書は次から次へとやって来た。シェイクスピアの信仰宣言書は彼がプロテスタントであったことを証明し、同僚俳優リチャード・カウリーへの手紙は彼が「完璧に性格の良い男」であったことを示し、エリザベス1世からの手紙は彼が国で最も影響力のあった人々のお気に入りであったことを明らかにした。カウリーへの手紙に同封された彼の自画像は、彼が計り知れないユーモアのセンスを持った悲惨な画家であったことを示した。その手紙には「気まぐれな空想」だと描写され、これは（マローンが書いたことだが）「本当に気まぐれなもので、マーティン・ドルーシャウトがシェイクスピアの死から7年後に作った版画からきた、彼自身によって書かれた我々詩人の惨めなデッサンであった」。また、劇場の受領書、契約書、彼の将来の妻アン・ハサウェイに向けて書かれた手紙や詩、そして詩人であるシェイクスピア自身によって実際に余白に注釈が書き込まれた書斎の本などもあった。しかし最も興味深かったものは、印刷のために用意された『リア王』の原稿、数枚の『ハムレット』の原稿、以前には知られていなかった2つの戯曲『ヴォーティガンとロウィーナ』、『ヘンリー2世』であった。

## 贋作のお披露目
発見された時から、サミュエルはその所有物を見せるために友人を招待していた。1794年12月20日、フレデリック・エデンはフレイザーの契約書類に貼られた封蝋を調査するためにやって来た。フレデリック・エデンは、その封蝋には槍を突く練習に使われる装置である槍的が描かれていると知らせ、それはシェイクスピアが自身の名前のシャレとして使用していたものであると結論付けた。 しかしサミュエルは1795年2月、文学者に対し、自宅に来てこれらを調査してほしいという一般向けの招待を出した。すると展示会は大盛況となった。サミュエルによる「信仰宣言書」の朗読を聞いていたサミュエル・パールとジョゼフ・ウォートンは、その文書は英国内のどの典礼式文よりも優れていると宣言し、ジェイムズ・ボズウェルはこれらの遺物にキスをするために跪いた。スコットランドの古物研究家ジョージ・チャルマーズと教育学者リチャード・バルペイは頻繁に訪問し、編集者ジェイムズ・ボーデン、作家ハーバート・クロフト、そしてとりわけ桂冠詩人ヘンリー・ジェイムズ・パイは、公にこれらの文書の真正性を信じていると証言した。
レスター伯が書いただろうとされる文書の日付が1590年となっているのに対し、その貴族は1588年に亡くなっていることに用心深い訪問者が注目したことによって、とある引っ掛かりが生まれるようになった。サミュエルが息子に対してこの情報を突きつけたとき、ウィリアム・ヘンリーはその文書を燃やしてしまうことを望んだものの、サミュエルはそれを燃やすことに躊躇した。ウィリアム・ヘンリーは、文書は後になってから間違った日付が書き込まれてしまったのだろうと主張し、2人は日付の部分を切り取ってしまうことで合意した。その品は日付が切り取られた状態で展示され、後にそのままの状態で印刷された。少なくとも2名の学者、古物研究家ジョゼフ・リットソンと古典学者リチャード・ポーソンは、これらの文書は正確にも贋作であると考えており、編集者ヘンリー・ベート・ダドリーは早くも1795年2月17日には風刺文で攻撃を開始していた。
サミュエルが当時最も偉大だった2名のシェイクスピア学者、エドモンド・マローンとジョージ・スティーヴンズを文書の調査に招待していなかったことから、民衆の間では疑念が生じていた。とある文筆家は、「ファーマー博士、スティーブンズ氏、もしくはマローン氏にこれらの驚異的な文書が本物だと見なされれば、民衆は間違いなくそれを知って満足しただろう。こうした人々は文学の世界で評判が高いので、折り紙付きということになる」と書いていた。サミュエルは後に、彼が「マローンの閲覧により与えられるであろうお墨付きについては異なる意見だった」と述べた。それにもかかわらず、サミュエルはリチャード・ファーマーに文書を閲覧してもらえるように試み、それは失敗に終わった。
民衆の興奮を掻き立てた展示会は1年以上続いた。11月7日、サミュエルとその息子はクラレンス公ウィリアムとジョーダン夫人のいるセント・ジェームズ宮殿まで文書を持参し、12月30日にはカールトン・ハウスのウェールズ公ジョージにそれを提出した。

## 文書の出版
サミュエルは1795年4月4日に文書を出版することを告知し、その年の12月に本を出版した。ウィリアム・ヘンリーはその動きにひどく反対したが、彼の父は耳を貸さなかった。収録物は「信仰宣言書」、エリザベス女王からの手紙、『リア王』や『ヘンリー2世』、『ヴォーティガンとロウィーナ』の原稿であったが、原稿の余白にあった書き込みは除外された。
書籍の出版から間もなく、本物のシェイクスピアの署名を発見していたサミュエルの仲間オルバニー・ウォリスは驚くべき新たな発見物を持ってきた。彼は本物のジョン・ヘミングズの署名を見つけたのだが、それは当然ながらウィリアム・ヘンリーが作り上げたものとは似ても似つかなかった。しかしウィリアム・ヘンリーがこの問題を聞いた時、彼はすぐに本物に似せたヘミングズの署名を作った。当時、同じ時期にジョン・ヘミングズという名前の俳優が2名おり、そのため署名は似ていなかったようだとウィリアム・ヘンリーは説明した。

## 論争
書籍はあまり良く受け入れられなかった。最初の反応はジェイムズ・ボーデンの「ジョージ・スティーブンスへの手紙（1796年1月16日）」だった。ボーデンは『リア王』の原稿に集中し、もし草稿がシェイクスピアのオリジナルであるならば刊行された版は役者による変更を経ているはずであり、シェイクスピアは下手な詩人で役者が素晴らしかったということになるだろうと述べ、また綴りの問題も標的にした。サミュエルの友人や賛同者は返答に追われた。"Philalethes"という名で執筆をしていたフランシス・ウェブ大佐は、これらの文書の紙は古いためシェイクスピアの時代にあったに違いなく、贋作が可能である理由はないはずであることから、これらは本物で間違いないと主張した 。マシュー・ワイアットは、ボーデンがかつて贋作物の信者であった頃の意見とその後の内容の異なる意見とを対比することによって彼を狙い撃ちした。ウォリー・チェンバレン・オールトンは、文書は大量であるため贋作などもってのほかであると断言した。オールトンは、『ヴォーティガン』が同時代の戯曲に活力を与えるであろうことから、本物であって欲しいという希望を表出した。彼は戯曲の正当性に対する聴衆の判断に注意を向けていた。

## 暴露
強烈な打撃（2つあったが）はすぐにやって来た。最初の一撃は、1796年3月31日にマローンが出版した400ページ以上にも及ぶ一冊だった。マローンは、それぞれの文書には筆跡、文体、正書法、歴史において欠点があることを一つひとつ詳細に示すことで贋作を暴いていった。文書の綴字法はシェイクスピアの時代のものでないだけでなく、どんな時代のものでもないと主張した。グローブ座が建設される以前からグローブ座に対する言及があるなど、歴史における膨大な数の誤りを指摘し、贋作者の無知を露わにした。エリザベス女王やサウサンプトン伯の筆跡は実物とは全く似ていないと結論付けた。また贋作物に見られる数々の語彙（例えば「upset」など）はシェイクスピアの時代には使われていなかった、もしくは異なる意味で使われていたと記述した。

## サミュエル・アイアランドの有罪性
サミュエルの有罪性については、この先何年にもわたって議論の対象のままであった。彼の息子の告白本『Confessions』（1805年）によってサミュエルの無罪は大いに確かなものとなったが、一部の人たちは納得しなかった。1859年のクレメント・マンズフィールド・イングルビー、そして1888年のジョージ・ドーソン (George Dawson) の記述は、父には贋作の責任があり、息子の告白本は嘘のかたまりであるという立場を取った。しかし、1876年に大英博物館が取得したサミュエル・アイルランドの文書類は、彼が欺瞞の犯人であるよりもむしろ被害者であったことを示す豊富な証拠をもたらし、イングルビーは1881年の論文で、アイアランド事件に対する立場を逆転させた。

## 残されたもの
1800年にサミュエル・アイアランドが死去した後、フォリオ（二つ折り紙）3冊分の贋作文書は、庶民院議員で愛書家のジョン・"ドッグ"・デントに売却された。その後、数人の収集家の手を経て、メアリ・モーリー・クラポ・ハイド（1912年 - 2003年）とその夫ドナルド・ハイド（1909年 - 1966年）に渡った。彼女は、ハーバード大学のホートン図書館に、これを遺贈した。
イギリスの作家ピーター・アクロイドは、アイアランド事件を題材とした架空の話を、小説『The Lambs of London』にまとめ、Chatto & Windus 社から2004年に出版した。同年、英国放送協会のBBCラジオ4は、この事件を取り上げたマーティン・ウェイド (Martyn Wade) による朗読劇『 Another Shakespeare』を放送した。

### 同時代の議論
- James Boaden, A Letter to George Steevens, London, 16 January 1796.
- Philalethes (Francis Webb), Shakspeare's Manuscript, in the possession of Mr. Ireland, examined, 28 January 1796.
- F. G. Waldron, Free Reflections on Miscellaneous Papers, 1 February 1796. (Page images at Internet Archive; Page images at Google Books)
- Matthew Wyatt, A Comparative Review of the Opinions of Mr. James Boaden, 3 February 1796. (Included in Shakespeare Tracts Volume 1: Page images at Internet Archives)
- Walley Chamberlain Oulton, Vortigern Under Consideration; with general remarks on Mr. James Boaden's Letter, 15 February 1796.
- Anonymous, Precious Relics; or the tragedy of Vortigern rehearsed, 15 March 1796.
- Edmond Malone, An Inquiry into the Authenticity of Certain Miscellaneous Papers and Legal Instruments, London, 30 March 1796. (Page images at Internet Archive)
- Samuel Ireland, Mr. Ireland's Vindication of His Conduct, London, 6 January 1797. (Text at Wikisource; Included in Shakespeare Tracts Volume 1: Page images at Internet Archive)
- George Chalmers, An Apology for the Believers, London, 1797. (Page images at Google)
- Samuel Ireland, An Investigation of Mr. Malone's Claim to the Character of Scholar, or Critic, London, August 1797. (Included in Shakespeare Tracts Volume 1: Page images at Internet Archive))

### シェイクスピア贋作事件に関する記述
- William Henry Ireland, Authentic Account of the Shakespearian MSS, 1796. Text at Wikisource. Page images at Google.
- William Henry Ireland, Confessions, 1805. (Page images at Google)
- H. C. L., "Ireland and the Shakspere Forgeries," in The United States Magazine and Democratic Review, July and August 1845, pp. 78–86 (Page images at Google Books)
- Frederick Lawrence, "Remarkable Literary Impostures No. II," in Sharpe's London Magazine, December 1848.
- Anonymous, "The Successful Forgery," in Bizarre, 23 and 30 April 1853.
- Clement Mansfield Ingleby, "W. H. Ireland's Confessions," in The Shakespeare Fabrications, London, 1859, pp. 99–103. (Page images at Google)
- T. J. Arnold, "The Ireland Forgeries," in Fraser's Magazine, August 1860, pp. 167–178. (Page images at Google.)
- Anonymous, "Two Impostors of the Eighteenth Century," Eclectic Magazine, July 1879.
- Clement Mansfield Ingleby, "The Literary Career of a Shakespeare Forger," in volume 2 of Shakespeare: the Man and the Book (London, 1881).
- George Dawson, “Literary Forgeries and Impostures” in Shakespeare and Other Lectures, 1888.
- James Anson Farrer, “The Immortal Hoax of Ireland,” in Literary Forgeries (London, 1907), pp. 226–249. (Page images at Google)
- John Mair, The Fourth Forger, New York, 1939.
- Frank E. Halliday, "Shakespeare Fabricated" in The Cult of Shakespeare, New York, 1957.
- Bernard Grebanier, The Great Shakespeare Forgery, 1965.
- Samuel Schoenbaum, "Part Three: Edmond Malone" chapters VII through XI, in Shakespeare's Lives, New York, 1970.
- Jeffrey Kahan, Reforging Shakespeare: The Story of a Theatrical Scandal, 1998, Bethlehem London, Lehigh University Press; Associated University Presses. ISBN 0-934223-55-6.
- Patricia Pierce, The Great Shakespeare Fraud, 2004.

### その他の関連文献
- Samuel Ireland, Picturesque Views of the Upper, or Warwickshire Avon, London, 1795. (Page images at Google)
- Samuel Ireland, Miscellaneous Papers and Legal Instruments under the Hand and Seal of William Shakspeare, 1796.
- Eu. Hood, "Fly-Leaves, No. XXXI: Pseudo-Shakspeare," in Gentleman's Magazine, May 1826, pp. 421–423. (Page images at Google)
- "Ireland, Samuel" . Dictionary of National Biography (英語). London: Smith, Elder & Co. 1885–1900.